# Mykoła Berezucki
Mykoła Wasylowycz Berezucki (ukr. Микола Васильович Березуцький, ros. Николай Васильевич Березуцкий, ur. 22 marca 1937 w Doniecku, zm. 20 grudnia 2022) – ukraiński lekkoatleta reprezentujący Związek Radziecki, płotkarz, medalista mistrzostw Europy z 1962.
Specjalizował się w biegu na 110 metrów przez płotki. Odpadł w półfinale tej konkurencji na igrzyskach olimpijskich w 1960 w Rzymie.
Zdobył brązowy medal w biegu na 110 metrów przez płotki na mistrzostwach Europy w 1962 w Belgradzie, przegrywając jedynie ze swym kolegą z reprezentacji ZSRR Anatolijem Michajłowem i Włochem Giovannim Cornacchią.
Był wicemistrzem ZSRR w biegu na 110 metrów przez płotki w 1960 oraz brązowym medalistą na tym dystansie w 1962 i 1963.